# Филадельфийская история
«Филадельфийская история» (англ. The Philadelphia Story) (1940) — чёрно-белая романтическая комедия (комедия о возобновлении брака), снятая американским режиссёром Джорджем Кьюкором. Основой сценария послужила одноимённая пьеса Филипа Бэрри. Считается своеобразным эталоном жанра. В 1956 году режиссёр Чарльз Уолтерс снял вторую экранизацию фильма, но уже в жанре музыкальной комедии под названием «Высшее общество» с Грейс Келли, Фрэнком Синатрой, Бингом Кросби и Луи Армстронгом.
В 1995 году внесён в Национальный реестр фильмов, обладая «культурным, историческим или эстетическим значением».
По версии Американского института киноискусства картина занимает ряд мест:
- 51-е (1998) и 44-е места в списке 100 фильмов
- 15-е место в 100 комедий
- 44-е место в 100 страстей
- 5-е место в «10 лучших романтических комедий» списка «10 фильмов из 10 жанров»

## Сюжет
Мисс Трейси Саманта Лорд (Кэтрин Хепбёрн), богатая филадельфийская красавица и старшая дочь богатой светской семьи расстаётся с Декстером Хэйвеном (Кэри Грант), дизайнером яхт, вследствие пьянства последнего. По словам Сета Лорда (Джон Холлидей), отца девушки, тот не соответствовал высоким стандартам дочери, предъявляемым ей ко всем членам семьи. Сама же Трейси говорит, что после замечания Хэйвен стал пить ещё больше. Единственное взаимодействие супругов в браке показано в начальной сцене, где Трейси демонстративно ломает клюшку Декстера, а тот толкает её на пол, схватив за лицо.
Спустя два года Трейси собирается вступить в повторный брак с 32-летним Джорджем Киттриджем (Джон Ховард), управляющим угольной компанией и «человеком из народа», метящим в политики, но несмотря на широкое освещение в газетах не хочет никакой шумихи вокруг своего имени. На предстоящую свадьбу Трейси не приглашает отца, владеющего контрольным пакетом акций будущего зятя, так как сердится на него из-за размолвки с матерью. Дина, младшая сестра девушки, сетует, что вокруг не происходит ничего интересного.
Издатель нью-йоркского «жёлтого» журнала «Соглядатай» Сидни Кидд (Генри Дэниелл) добивается присутствия на свадьбе своих сотрудников, которую он окрестил «Филадельфийской историей» — 30-летнего Маколея Коннора (Джеймс Стюарт) и фотографа Элизабет Имбри (Рут Хасси), воспользовавшись услугами бывшего мужа Лорд, недавно вернувшегося Южной Америки. Хэйвен который решает представить репортёров как друзей Джуниуса, дипломата в Аргентине и брата Трейси.
В ожидании сенсации они являются в дом, встречаемые дворецким Эдвардом. Бывшие супруги встречаются впервые за два года, Декстер зовёт Трейси «рыжей». Девушку не обмануть насчёт выдуманных друзей, но Декстер показывает той содержательную статью о романе мистера Лорда с танцовщицей Тиной Марроу, с помощью которой главный редактор поставит репутацию семьи под угрозу в случае провала репортажа. Трейси решает представить семью в лучшем свете и просит домочадцев помочь ей в этом.
Миссис Лорд, Трейси и Диана встречают в гостей с распростёртыми объятиями, Трейси называет родителей на французский манер, выказывает любовь к отцу и интересуется личной жизнью Коннора, написавшего книгу рассказов. Прибывает мистер Трейси, выказывающий недовольство по поводу присутствия Хэйвена. Элизабет делает несколько фотографий будущих супругов вместе с Декстером. Трейси намеренно ломает фотоаппарат, опрокинув на него посуду.
Майк застаёт Трейси в публичной библиотеке за чтением своей книги. Они вместе прогуливаются. Девушка предлагает репортёру небольшой домик, посещаемый ей в охотничий сезон, для работы. Прибывший Декстер сарказмирует над обоими, облачёнными в домашние халаты, бывшие супруги выясняют отношения. Хэйвен задевает Лорд за живое, указывая на её чрезмерное высокомерие.
На предстоящую свадьбу Хэйвен дарит Трейси макет «Истинной любви», собственноручно сконструированного судна, на котором они провели медовый месяц, который обнаруживает Киттридж. Перед сном тот делает невесте комплимент, говоря, что она подобна статуе, которую боготворят окружающие, но он принимается не в полной мере. Отец также замечает, что у дочери нет любящего сердца, называя её ханжой, чем вызывает у той слёзы. Оставшись одна, девушка выпивает несколько бокалов.
Во время вечеринки, предшествующей бракосочетанию, Коннор едет к дому Дэкстера, напиваясь шампанского по дороге. Тот рассказывает, что в процессе избавления от алкогольной зависимости прочёл книгу Майка. Оба решают дискредитировать редактора Кидда, отказываясь танцевать под его дудку. Вскоре за коллегой заезжает Имбри. Декстер замечает в машине спящую пьяную Трейси. Та уезжает с Майком, пара невинно проводит время наедине, Коннор получает колкие комплименты — «интеллектуальный сноб» и «профессор», после чего растапливает сердце девушки, называя её «удивительной» и не считая её отлитой из бронзы, как говорил её отец. Они целуются.
Декстер привозит Имбри в дом Лордов, ночной сторож Мак пропускает тех через чёрный ход. На вопрос, почему та до сих пор не вышла замуж за Коннора, та отвечает, что ему ещё многому придётся научиться, но если на горизонте появится конкурентка, она ей «глаза выцарапает», если только у той завтра не будет свадьбы. Вместе с Киттриджем он замечает переодетого в халат поющего Коннора, несущего Трейси на руках. Джордж подозревает худшее. Дабы тот не стал выяснять отношения с Майком, Декстер бьёт репортёра. Подошедший Мак думает, что Хэйвен ударил Киттриджа, на что получает «хорошего понемножку». За происходящим наблюдает Дина.
Субботним утром в день свадьбы девочка, привезя дядю на пустующую банкетную веранду, рассказывает тому об увиденном. К ним присоединяются Декстер, говорящий, что той это приснилось, и протрезвевшая Трейси, не помнящая события прошлой ночи. Хэйвен возвращает девушке часы Коннора, украденные ночью из-под носа Киттриджа. Дина рассказывает сестре свой «сон», та вспоминает случившееся. Девушка извиняется перед отцом. Понимающая Дина оставляет Майка и Трейси наедине, та не хочет обсуждать ночное купание в бассейне. Трейси звонит Джорджу, так как хочет поговорить с ним перед церемонией. Бывшие супруги объясняются, вспоминая счастливое время на «Истинной любви». Трейси разрывается между Хэйвеном, Коннором и Киттриджем и выказывает недовольство по поводу продажи судна, предлагая назвать новую лодку «Потерянная нравственность».
Прибывает священник Парсонс. Трейси читает письмо Киттриджа перед Хэйвеном и репортёрами, в котором тот требует объяснения перед заключением брака. Поняв, что жених её совсем не знает, и поблагодарив Джорджа как друга, та отказывается объясняться. Коннор говорит, что между ними было только два поцелуя и позднее купание. Подошедшая миссис Кидд сообщает Хэйвену, что прибывший мистер Кидд просил передать, что тот выиграл, а он проиграл. Трейси понимает, что не любит жениха-нувориша, и разрывает бракосочетание, оскорблённый Киттридж уходит.
Гости уже собрались, звучит свадебная музыка. Майк к немому огорчению Элизабет предлагает девушке выйти за него замуж, так как священник не знает жениха в лицо, но получает отказ. Трейси по подсказкам Декстера объясняется перед присутствующими, говоря о разрыве с Киттриджем («Мир, ты прекрасен!» — произносит дядя Вилли (Роланд Янг)). Девушка понимает, что бывший муж готов повторно жениться на ней. Майк и Лиз выступают свидетелями, родители быстро перестраиваются.
Мистер Лорд отводит дочь к алтарю. Радостная Дина говорит, что это она всё устроила, дядя Вилли отвечает, что нечто подобное уже было раньше, в прошлой жизни. Подошедший к нему со спины Кидд резко вытаскивает фотоаппарат и делает снимок удивлённых новобрачных и Коннора. Концовка, оформленная в виде альбома, демонстрирует снимок поцелуя Трейси и Декстера.

## В ролях
| Актёр             | Роль                                            |
| ----------------- | ----------------------------------------------- |
| Кэтрин Хепбёрн    | Трейси Саманта Лорд                             |
| Джеймс Стюарт     | Маколей (Майк) Коннор нью-йоркский репортёр     |
| Кэри Грант        | Декстер Хэйвен дизайнер яхт, бывший муж Саманты |
| Джон Ховард       | Джордж Киттридж нувориш, жених Трейси           |
| Рут Хасси         | Элизабет (Лиз) Имбри фотограф, коллега Коннора  |
| Роланд Янг        | Уильям (Вилли) Лорд дядя Трейси                 |
| Мэри Нэш          | Маргарет Лорд мать Трейси                       |
| Джон Холлидей     | Сет Лорд отец Трейси                            |
| Вирджиния Уайдлер | Дина Лорд младшая сестра Трейси                 |
| Генри Дэниелл     | Сидни Кидд главный редактор «Соглядатая»        |

## Производство
Съёмки фильма продолжались с 5 июля по 14 августа 1940 года.

## Критика
Как написал после выхода этой картины на экраны кинообозреватель «Нью-Йорк таймс» Босли Краузер, она «содержит всё, что должно быть в первоклассной комедии — остроумный, романтический сценарий, элегантную атмосферу высшего общества, в которой роскошествуют его постоянные члены, а также великолепный актёрский состав».

## Награды и признание
«Филадельфийская история» выиграла в 1941 году две премии «Оскар» — лучшая мужская роль (Джеймс Стюарт) и лучший адаптированный сценарий (Дональд Огден Стюарт, Уолдо Солт) и выдвигалась ещё в четырёх номинациях — лучший фильм (Джозеф Лео Манкевич), лучший режиссёр (Джордж Кьюкор), лучшая женская роль (Кэтрин Хепбёрн), лучшая женская роль второго плана (Рут Хасси).
В 1995 году фильм включён в Национальный реестр фильмов Библиотеки Конгресса США, обладая «культурным, историческим или эстетическим значением».
По версии Американского института киноискусства картина занимает ряд мест:
- 51-е (1998) и 44-е места в списке 100 лучших американских фильмов
- 15-е место в списке 100 комедий
- 44-е место в списке 100 страстей
- 5-е место в списке «10 лучших романтических комедий» списка 10 фильмов из 10 жанров

## Галерея

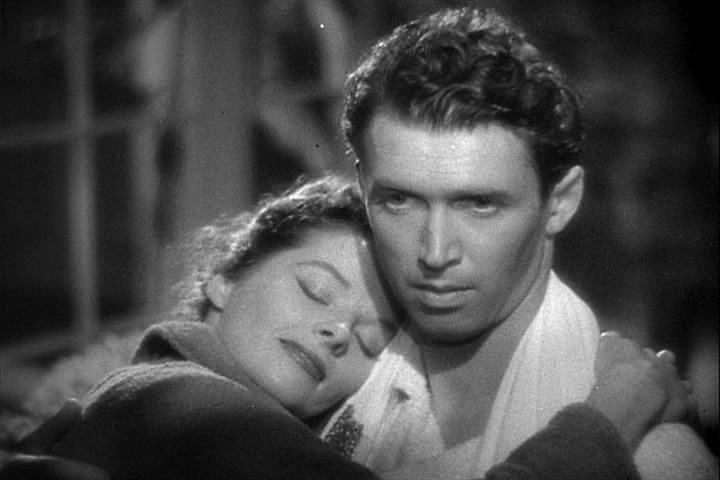
Трейси (Кэтрин Хепбёрн) и Коннор (Джеймс Стюарт)
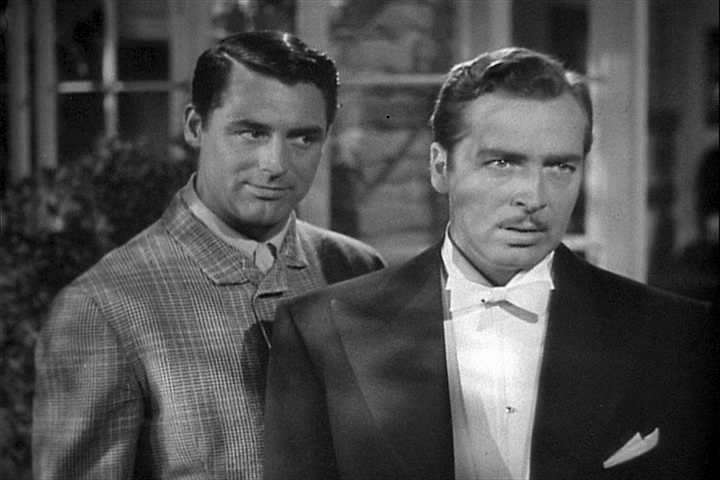
Декстер Хэвен и Джордж Киттридж
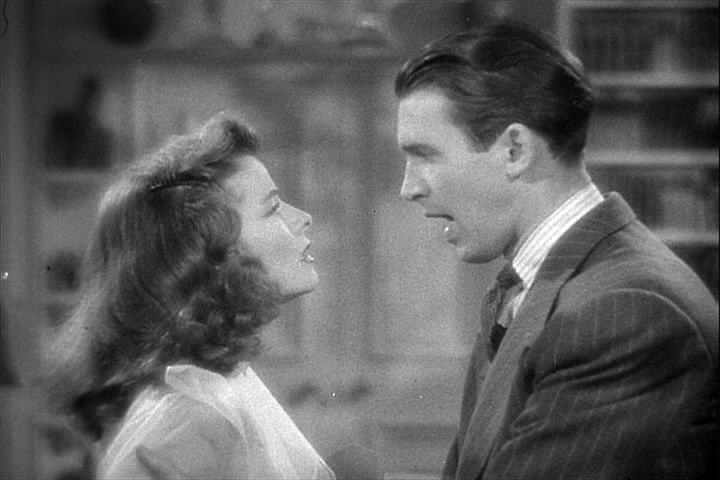